# 鄭丁旺
鄭丁旺（1942年2月15日—），臺灣會計學者，生於臺南縣東山鄉（現臺南市東山區），中國國民黨籍，曾任國立政治大學校長、會計研究發展基金會主任委員、中華民國會計學會理事長與中華無形資產鑑價研究發展協會理事長，現任國立政治大學會計系特聘講座教授，為臺灣第一位的留美會計博士，對各項財經、會計政策之制定與推動皆有相當程度之貢獻，也是國內會計學界的第一位終身成就獎得主。

## 生平
政治大學會統系學士，財政研究所碩士，1974年取得美國密蘇里大學會計學碩士、會計學博士。
曾任美國印地安那大學助教授，政治大學會計系教授兼會計系所長，系主任，教授兼商學院院長，教授兼教務長。1994年到2000年擔任國立政治大學校長。

## 著作
- 《中級會計學》(1999年)，鄭丁旺，ISBN 9579706581

## 外部連結
- 政大校史歷屆校長 （页面存档备份，存于）
- 政治大學講座教授 （页面存档备份，存于）

1. ↑  .   [2024-01-08]. （原始内容存档于2024-01-08）.